# آلخاندرو لروکس
آلخاندرو لروکس (اسپانیایی: Lerrouxismo‎؛ ۴ مارس ۱۸۶۴ – ۲۵ ژوئن ۱۹۴۹) یک سیاست‌مدار اهل اسپانیا بود. 